# Lago Hulun
Il lago Hulun (cinese: 呼伦湖; pinyin: Hulun Hu; romanizzazione Wade-Giles: Hu-lun Hu; mongolo: Hulun Nuur), noto anche come Chalai Nor o Dalai Nor, è un grande lago della pianura di Hulun Buir, nella parte settentrionale della Regione Autonoma della Mongolia Interna, in Cina settentrionale. Il lago è alimentato da due fiumi le cui sorgenti sono situate in Mongolia: il Kerulen (Kelulun), che giunge da ovest, e l'Orxon (Orshun), che giunge da sud.
L'area occupata dal lago Hulun ha subito considerevoli fluttuazioni a seconda delle variazioni del clima. Un tempo faceva parte di un grande lago che comprendeva anche il lago Buyr (Buir) - uno specchio d'acqua un po' più piccolo situato lungo il confine cinese che si spinge fin dentro la Mongolia nella parte meridionale della pianura di Hulun Buir -, le cui acque fluiscono nel lago Hulun attraverso il fiume Orxon. Normalmente l'Hulun copre un'area di circa 2315 km². Ha acque relativamente poco profonde ed è unito tramite un canale stagionale al fiume Hailar, che fluisce nel fiume Argun (il corso superiore di un affluente del fiume Amur). Per gran parte dell'anno, tuttavia, non riceve acqua, e occasionalmente, quando il livello delle acque è al minimo, vi è un flusso inverso di acqua dal fiume Hailar al lago.
Tutti i fiumi di quest'area sono instabili, in parte a causa di precipitazioni condensate in un breve periodo dell'estate e in parte a causa delle grandi variazioni annuali del clima. Diversamente dalla maggior parte dei laghi della regione di Hulun Buir, che sono estremamente salati, sia il lago Hulun che il Buyr hanno acqua dolce con un minimo contenuto salino. Entrambi sono molto ricchi di pesce, che viene consumato in tutta la regione. Durante i sei mesi di rigido freddo invernale, la maggior parte dei pesci del lago Hulun migrano risalendo il fiume Orxon nel lago Buyr.